# Élections à Pélussin
Cette page recense les résultats de l'ensemble des votes, élections et référendums ayant eu lieu dans la commune de Pélussin (Loire) depuis 2000.

## Élections municipales

### 2020
Le premier tour de ces élections a eu lieu le 15 mars mais le second tour a été reporté à cause de l'épidémie du Covid-19. À Pélussin, du fait sans doute de cette crise sanitaire, la participation comme au niveau national est faible à 50,84 % soit 1467 votants sur 2880 inscrits. Les bulletins blancs ou nuls s'élèvent à 47 soit 1,64 %. Les résultats n'ont pas permis d'obtenir une majorité absolue pour l'une des trois listes. Il faudra donc revoter au second tour. Les scores sont assez serrés. La liste La Belle Démocratie de Michel Dévrieux arrive en tête et obtient 488 voix soit 34,36%. Celle de Corinne Koertge Partageons demain avec vous arrive en 2e position avec 469 voix et 33,02 %. La liste Vivre Ensemble Pélussin de Dominique Chavagneux suit juste derrière avec 463 voix et 32,6 %.
Le second tour dans ce contexte s'est déroulé le 28 juin. Les trois listes se maintiennent. Sur 2891 inscrits, 1563 sont allés voter soit une participation en légère hausse 54,06 %. Les bulletins blancs ou nuls s'élèvent à 1,67 %. La liste de Michel Dévrieux arrive à nouveau en tête mais de justesse à 543 voix soit 35,32 % contre 539 soit 35,06 % pour la liste de Corinne Koertge. Quant à la troisième liste celle de Dominique Chavagneux elle obtient 455 voix soit 29,60 %. Michel Dévrieux est dont élu maire. Sur les 27 sièges du conseil municipal à pourvoir 4 seulement seront de la liste de Corinne Koertge et 4 de la liste de Dominique Chavagneux selon les règles du scrutin.

### 2014
Cette année la réforme territoriale commence à être appliquée et sur les 27 conseillers municipaux à élire 7 siègeront aussi au conseil communautaire de la communauté de communes. En 2014, une seule liste est présente conduite par Georges Bonnard qui est candidat pour un troisième mandat. Le nombre d'inscrits est de 2674, le nombre de votants est de 1382 soit 51,68%, dont 1094 bulletins exprimés et 288 bulletins blancs ou nuls.

### 2008
Les élections municipales de 2008 ont lieu le 9 et le 16 mars 2008. Pour la commune de Pélussin, c'est la dernière fois que les conseillers municipaux sont élus selon le mode de scrutin majoritaire avec la possibilité de panacher. Compte tenu du nombre d'habitants dans la commune lors du dernier recensement, le conseil municipal est composé de 23 membres conformément au Code général des collectivités territoriales. Deux listes se présentent : celle de Georges Bonnard et celle de Michel Devrieux. À l'issue des élections dont les résultats figurent ci-après,
, Georges Bonnard est réélu maire dès le premier tour après avoir effectué son premier mandat et tous les candidats sur la liste sont élus ou réélus conseillers municipaux à une large majorité (70% en moyenne).
|                                           | Voix        | %       | Sièges |
| ----------------------------------------- | ----------- | ------- | ------ |
| Total exprimés                            | 1 643       | 64,66 % | 23     |
| Total votants : exprimés + blancs ou nuls | 1 756 (113) | 69,11 % |        |
| Total inscrits : votants + abstentions    | 2 541 (785) | 100 %   |        |

### 2001
En 2001 Georges Bonnard succède à Maurice Limonne maire de Pélussin depuis 1983. Il remporte l'élection municipale face à la liste menée par Michèle Tranchand.

## Élections cantonales

### 2008
L'élection des conseillers généraux a lieu au scrutin uninominal majoritaire à deux tours, la moitié des sièges dans chaque département étant renouvelée tous les trois ans. Le département de la Loire comprend 40 cantons. La commune de Pélussin est sur le territoire du canton de Pélussin.
Les élections cantonales de 2008 ont lieu les 9 et 16 mars 2008. Le nombre d'inscrits est de 11334. Le nombre de votants est de 7692 au premier tour et 6192 au second sur le canton. Le taux de participation est donc de 67,87 % au premier tour sur le canton. Il est de 58,89 % sur la commune et 54,63 % sur le canton au second tour. Les bulletins blancs ou nuls sont de 220 au premier tour et 134 au second.
Georges Bonnard (Divers droite) est élu conseiller général au 2e tour avec 53,85 % des suffrages exprimés sur le canton et 67,62 % sur la commune. Il devance Christian Sonzini (PS) qui obtient 26,94 % sur la commune et 32,39 % sur le canton et Édouard Roche qui obtient 13,77% sur le canton. Georges Bonnard succède donc à Maurice Limonne conseiller général depuis 1970.
| candidats          |     | voix | % des votes |
| ------------------ | --- | ---- | ----------- |
| Christian Sonzini  | PS  | 1559 | 20,86       |
| Jean-Louis Poletti | VEC | 1083 | 14,49       |
| Georges Bonnard    | DVD | 3035 | 40,62       |
| Edouard Roche      | DVD | 1197 | 16,02       |
| André Perrot       | FN  | 598  | 8           |

| candidats         |     | voix | % des votes |
| ----------------- | --- | ---- | ----------- |
| Chrisitan Sonzini | PS  | 1962 | 32,39       |
| Georges Bonnard   | DVD | 3262 | 53,85       |
| Edouard Roche     | DVD | 834  | 13,77       |

### 2001
Les 11 et 18 mars 2001 l'élection cantonale est remportée par Maurice Limonne conseiller général sortant ancien maire de Maclas puis de Pélussin à la suite d'une triangulaire assez serrée avec Edouard Roche maire de Chavanay et Bernard Girault candidat écologiste. Le nombre d'inscrits est de 9570. Le nombre de votants est de 6869 soit 71,18 % de participation au 1er tour et 5722 soit 58,14 % de participation au 2e tour. Les bulletins blancs ou nuls s'élèvent à 285 au premier tour et 158 au second.
| candidats         |         | voix | % des inscrits | % des votes exprimés |
| ----------------- | ------- | ---- | -------------- | -------------------- |
| Marc Fanciullino  | PC      | 304  | 3,18           | 4,62                 |
| Christian Sonzini | PS      | 901  | 9,41           | 13,68                |
| Bernard Girault   | Verts   | 1187 | 12,4           | 18,03                |
| Edouard Roche     | DVD     | 1330 | 13,9           | 20,2                 |
| Maurice Limonne   | UDF-RPR | 1667 | 17,42          | 25,32                |
| Michel Giry       | DVD     | 559  | 5,84           | 8,49                 |
| Maurice Cordet    | FN      | 409  | 4,27           | 6,21                 |
| Serge Bonnard     | MNR     | 227  | 2,37           | 3,45                 |

| candidats       | voix | % des inscrits | % des votes exprimés |
| --------------- | ---- | -------------- | -------------------- |
| Bernard Girault | 1871 | 19,55          | 33,63                |
| Edouard Roche   | 1725 | 18,03          | 31                   |
| Maurice Limonne | 1968 | 20,56          | 35,37                |

## Élections départementales

### 2021
En même temps que les élections régionales les élections départementales ont eu lieu le 20 et 27 juin 2021. Comme pour les élections régionales la participation est très faible. Au second tour la majorité départementale représentée par Jean-François Chorain et Valérie Peysselon obtient 57,3 % des voix dans le canton du Pilat et 51,42 % à Pélussin. Le binôme Pilat collectif citoyen Robert Corvaisier et Marie Velly obtient 42,7 % dans le canton du Pilat et 48,58 % à Pélussin. Valérie Peysselon maire de Vérin est donc reconduite au conseil départemental.

### 2015
En 2015 les élections cantonales sont remplacées par les élections départementales avec un nouveau découpage du canton qui s'étend désormais sur tout le territoire du parc du Pilat. Le scrutin du mois de mars donne sur la commune de Pélussin les résultats suivants : abstention 44,5%, Bernard Bonne et Valérie Peysselon (droite et centre) 41,07%, Anne de Beaumont et Pierre Soyer (gauche et écologiste) 31,46% et Judith Pestour et Tristan de Closmadeuc (FN) 27,47%. Et sur le canton du Pilat : abstention 43,41%, droite et centre 45,81%, FN 27,84% et la gauche 26,35%. Bernard Bonne ancien maire de Bourg-Argental et Valérie Peysselon maire de Vérin sont donc élus. Bernard Bonne est aussi reconduit à la présidence du département. Il sera remplacé par Georges Ziegler en 2017 à la tête du département.

## Élections régionales

### 2021
Les élections régionales ont eu lieu le 20 et 27 juin 2021, reportées de quelques mois à cause de la crise sanitaire. La participation est très faible à Pélussin comme en France. Au second tour sur 2908 inscrits seuls 1068 ont voté soit un taux de participation de 36,73 %. Laurent Wauquiez le candidat de la droite a recueilli 454 voix à Pélussin soit 43,55 %, un peu moins que Fabienne Grébert la candidate écologiste qui en a recueilli 462 soit 44,55 %. Les deux scores diffèrent donc de l'échelle régionale où Laurent Wauquiez a eu la majorité absolue à 55,17 % et où Fabienne Grébert plafonne à 33,65 %. Andréa Kotarac le candidat du Rassemblement National a eu 121 voix soit 11,67 % presque le même score qu'au niveau régional.

### 2015
La réforme territoriale a fusionné plusieurs régions en France métropolitaine. Désormais la France métropolitaine compte 13 régions au lieu de 22. Cette année 2015 la réforme territoriale est appliquée et la région Rhône-Alpes fusionne avec l'Auvergne. Il y a 247 sièges à pourvoir. Les élections ont lieu le 6 et le 13 décembre 2015. Sur les neuf listes qui se présentent trois se maintiennent au second tour celles de Jean-Jacques Queyranne pour la gauche, Laurent Wauquiez pour la droite et le centre et Christophe Boudot pour le FN. Laurent Wauquiez est élu président de la région Rhône-Alpes-Auvergne. Le taux d'abstention au premier tour est de 44,89 % à Pélussin contre 51,09 % dans la région.
| candidats              | Pélussin | région |
| ---------------------- | -------- | ------ |
| Laurent Wauquiez       | 27,20    | 31,73  |
| Christophe Boudot      | 26,91    | 25,52  |
| Jean-Jacques Queyranne | 23,38    | 23,93  |
| Jean-Charles Kohlhaas  | 10,27    | 6,90   |
| Cécile Cukierman       | 4,89     | 5,39   |
| Gerbert Rambaud        | 3,19     | 2,85   |
| Eric Lafond            | 1,63     | 1,56   |
| Chantal Gomez          | 1,49     | 1,25   |
| Alain Fédèle           | 0,85     | 0,87   |

| candidats | Pélussin | région  |
| --------- | -------- | ------- |
| Wauquiez  | 37,08 %  | 40,62 % |
| Queyranne | 38,26 %  | 36,84 % |
| Boudot    | 24,66 %  | 22,55 % |

### 2010
Les élections régionales renouvellent les 25 conseils régionaux de Métropole et d'outre-mer ainsi que l'Assemblée de Corse. Les conseillers régionaux sont élus dans chaque région au scrutin de liste à deux tours sans adjonction ni suppression de noms et sans modification de l'ordre de présentation. Dans la région Rhône-Alpes, 157 sièges sont à pourvoir.
Les élections régionales de 2010 ont lieu les 14 et 21 mars. Les résultats pour la commune sont les suivants :
|  | Tendance                | Tête de liste        | Liste                                                  | Commune | Région  | Sièges |
|  | ----------------------- | -------------------- | ------------------------------------------------------ | ------- | ------- | ------ |
|  | Union de la gauche      | Jean-Jack Queyranne  | Liste de rassemblement de la gauche et des écologistes | 51,83 % | 50,75 % | 100    |
|  | Majorité présidentielle | Françoise Grossetête | Aujourd'hui et demain, ensemble pour Rhône-Alpes.      | 31,3 %  | 34,02 % | 40     |
|  | FN                      | Bruno Gollnisch      | Front national pour Rhône-Alpes et nos provinces       | 16,87 % | 15,22 % | 17     |

### 2004
Les élections régionales de 2004 ont lieu les 21 et 28 mars.Les résultats pour la commune sont les suivants :
|  | Tendance                | Tête de liste        | Liste                                                                                                | Commune | Région  | Sièges |
|  | ----------------------- | -------------------- | --- | ------- | ------- | ------ |
|  | PS - PCF - PRG          | Jean-Jack Queyranne  | Rhône-alpes pour tous avec la Gauche et les Verts                                                    | 45,7 %  | 46,52 % | 94     |
|  | UDF - UMP - Cap21 - FRS | Anne-Marie Comparini | Unis pour faire gagner la région                                                                     | 36,09 % | 38,2 %  | 45     |
|  | FN                      | Bruno Gollnisch      | Front national pour Rhône-Alpes, liste présentée par Jean-Marie Le Pen, conduite par Bruno Gollnisch | 18,21 % | 15,28 % | 18     |

## Élections législatives

### 2024
À la suite de la dissolution de l'Assemblée nationale les élections ont lieu le 30 juin et le 7 juillet 2024. Au premier tour le nombre d' inscrits est de 3019 et le nombre de votants de 2211 soit 73,24 % de participation. Les bulletins blancs et nuls sont de 31 et 32 soit 1,40 et 1,45 %. Le candidat du RN Gerbert Rambaud arrive en tête avec 758 voix soit 35,29 % des bulletins exprimés. Suivent la candidate LR Sylvie Bonnet avec 702 voix soit 32,68 %, le candidat du NFP Bernard Paemelaere avec 642 voix soit 29,89 % et la candidate de LO Nora Ibbari avec 46 voix soit 2,14 %.
Au second tour le nombre de votants est de 2207 sur 3021 inscrits soit 73,06 % de participation. Les bulletins blancs et nuls sont de 77 et 34 soit 3,45 et 1,54 %. Sylvie Bonnet devance largement Gerbert Rambaud avec 1271 voix contre 825 soit 60,64 % contre 39,36 %.
On peut remarquer que la participation est une nouvelle fois supérieure à la moyenne nationale.

### 2022
Elles ont lieu le 12 et le 19 juin 2022. À Pélussin le nombre d'inscrits est de 2940. Au premier tour le nombre de votants est de 1553 soit 52,82 % de participation. Au second tour il est de 1545 soit 52,55 % de participation. Les bulletins blancs et nuls sont respectivement de 15 et 5 au premier tour et de 55 et 23 au second.
Le candidat de la NUPES Bernard Paemelaere est arrivé en tête avec 29,35 % des voix exprimées devant le député sortant LR Dino Cinieri à 23,81 %, la candidate de la majorité présidentielle Shannon Seban à 17,35 % et le candidat RN Anthony Gibert à 17,29 %. Viennent ensuite Jean-Baptiste Rouquerol du parti Reconquête à 3,20 %, Pascal Thomas pour les écologistes indépendants à 2,80 %, Sana Belmouden du PRG à 2,28 %, Sylvain Vigouroux soutenu par Florian Philippot à 2,09 %, Sauveur Cuadros pour LO à 0,91 %, Véronique Vidal du Parti Animaliste à 0,85 % et une voix pour Aïcha Bint Zayd de l'UDMF. Au second tour Dino Cinieri devance le candidat de la gauche avec un score de 58,15 % contre 41,85 %.

### 2017
Les élections se tiennent les 11 et le 18 juin 2017 à la suite de l'élection présidentielle. Le résultat dans la 4e circonscription est très serré. Dino Cinieri candidat de la droite et du centre est réélu député pour un 4e mandat. Face à lui le candidat de la majorité présidentielle David Kauffer est arrivé en tête au premier tour sur un total de 11 candidats. La candidate Front National Raphaëlle Jeanson arrive en troisième position dans la circonscription mais ne peut se maintenir à cause d'un taux d'abstention trop élevé qui ne lui permet pas d'atteindre la barre des 12,5 % des inscrits. Le taux d'abstention est de 50,9 % au premier tour et de 58,03 % au second tour sur la circonscription. A Pélussin c'est le candidat France Insoumise Léo Chavas qui arrive en troisième position.
| candidats              | Pélussin | circonscription |
| ---------------------- | -------- | --------------- |
| David Kauffer          | 30,35    | 30,44           |
| Dino Cinieri           | 22,68    | 22,91           |
| Léo Chavas             | 17,16    | 10,65           |
| Raphaëlle Jeanson      | 14,74    | 16,03           |
| Christophe Faverjon    | 7,20     | 10,45           |
| Olivier Joly           | 1,08     | 4,97            |
| Gérard Guillaumin      | 3,70     | 2,06            |
| Patrick Mignon         | 1,41     | 1,31            |
| Françoise Leclet       | 0,87     | 0,79            |
| Jean-Christophe Debens | 0,81     | 0,39            |

| candidats     | Pélussin | circonscription |
| ------------- | -------- | --------------- |
| Dino Cinieri  | 49,48 %  | 50,13 %         |
| David Kauffer | 50,52 %  | 49,87 %         |

### 2012
Les élections législatives de 2012 se déroulent sur deux tours de scrutin les 10 et 17 juin, dans la continuité de l'élection présidentielle qui s'est tenue les 22 avril et 6 mai 2012, selon un mode de scrutin uninominal majoritaire à deux tours. Un redécoupage des circonscriptions législatives est réalisé en 2010 pour tenir compte de l'évolution de la démographie française et pour répondre à une demande du Conseil constitutionnel. Le nombre total de députés, 577, désormais inscrit dans la Constitution depuis la réforme de la constitution française de juillet 2008, reste inchangé, mais certains départements voient le nombre de circonscriptions et leur composition modifiés. Le département de la Loire voit ainsi leur nombre passer de 7 à 6.

La commune n'est pas concernée par le redécoupage et reste rattachée à la 4e circonscription.
- 4e circonscription : 43,86 % pour Dino Cinieri (UMP, élu au 2e tour avec 41,96 % des suffrages exprimés sur la circonscription[23]), 40,69 % pour Léla Bencharif VEC, 15,45 % pour Robert Heyraud (FN), 61,52 % de participation[24].

### 2007
Les élections législatives de 2007 se déroulent sur deux tours de scrutin les 10 et 17 juin. Le découpage électoral est le même que celui des élections de 2002. Sans surprise, la majorité sortante UMP est reconduite, quelques semaines après l'élection de Nicolas Sarkozy à la présidence de la République, avec toutefois un nombre de sièges réduit par rapport aux précédentes élections. Dans la 4e circonscription du département de la Loire, dont dépend la commune de Pélussin, Dino Cinieri est élu au 2e tour avec 51,64% des suffrages. Les résultats pour la commune sont les suivants :
- 4e circonscription : 55,18 % pour Dino Cinieri (Union pour la Majorité présidentielle, élu au 2e tour avec 51,64 % des suffrages exprimés[26]), 44,82 % pour Jean-Paul Chartron (UMP), 42,57 % de participation[27].

### 2002
Les élections législatives de 2002 des députés de la XIIe législature ont lieu les 9 et 16 juin 2002, dans la foulée de l'élection présidentielle de 2002 qui a vu la réélection de Jacques Chirac. La droite parlementaire sort largement vainqueur de ces élections, marquées par un nouveau record d'abstention (39%). Les députés sont élus au scrutin uninominal majoritaire à deux tours dans 577 circonscriptions, le département de la Loire en comportant sept. La commune de Pélussin est sur le territoire de la 4e circonscription qui voit la victoire de Dino Cinieri (Union pour la Majorité présidentielle, élu au 2e tour avec 50,29 % des suffrages exprimés). Les résultats au niveau de la commune sont les suivants :
- 4e circonscription : 53,5 % pour Dino Cinieri (PCF), 46,5 % pour Bernard Outin (Union pour la Majorité présidentielle, élu au 2e tour avec 50,29 % des suffrages exprimés), 57,92 % de participation[29].

## Élections présidentielles

### 2022
Au premier tour la participation à Pélussin est de 81,56 % soit 2398 votants sur 2940 inscrits. Le nombre de votes exprimés est de 2342. Le nombre de votes blancs ou nuls est de 56 soit 1,90 % des inscrits. Au second tour la participation est de 76,61 % soit 2253 votants sur 2941 inscrits. Le nombre de votes exprimés est de 2020. Le pourcentage de votes blancs et nuls est de 233 soit 7,92 % des inscrits. 
| Nom                   | Voix | %     |
| --------------------- | ---- | ----- |
| Emmanuel Macron       | 563  | 24,04 |
| Marine Le Pen         | 549  | 23,44 |
| Jean-Luc Mélenchon    | 515  | 21,99 |
| Eric Zemmour          | 161  | 6,87  |
| Yannick Jadot         | 137  | 5,85  |
| Valérie Pécresse      | 112  | 4,78  |
| Nicolas Dupont-Aignan | 78   | 3,33  |
| Jean Lassalle         | 74   | 3,16  |
| Fabien Roussel        | 69   | 2,95  |
| Anne Hidalgo          | 48   | 2,03  |
| Nathalie Arthaud      | 25   | 1,07  |
| Philippe Poutou       | 11   | 0,47  |

Au second tour Emmanuel Macron recueille 1142 voix soit 56,53 % et Marine Le Pen 878 voix soit 43,47 %.

### 2017
À Pélussin le taux de participation à ces élections est plus élevé qu'en France, 85,34 % contre 77,77 % au premier tour et 82,11 % contre 74,56 % au second tour. Sur les 11 candidats l'ordre n'est pas exactement le même qu'au niveau national. Emmanuel Macron et Marine Le Pen arrivent en tête avec 24,52 % et 21,32 % mais c'est Jean-Luc Mélenchon qui prend la troisième place à 20,76 %. François Fillon n'arrive qu'en quatrième position à 15,29 %. Au second tour le score d'Emmanuel Macron à Pélussin est un peu plus bas qu'en France 62,4 % contre 66,1 %.
| candidats             | Pélussin | France |
| --------------------- | -------- | ------ |
| Emmanuel Macron       | 24,32    | 24,01  |
| Marine Le Pen         | 21,32    | 21,30  |
| Jean-Luc Mélenchon    | 20,76    | 19,58  |
| François Fillon       | 15,29    | 20,01  |
| Benoît Hamon          | 6,79     | 6,36   |
| Nicolas Dupont-Aignan | 6,54     | 4,70   |
| Jean Lassalle         | 1,37     | 1,21   |
| Philippe Poutou       | 1,07     | 1,09   |
| François Asselineau   | 1,28     | 0,92   |
| Nathalie Arthaud      | 0,77     | 0,64   |
| Jacques Cheminade     | 0,30     | 0,18   |

### 2012
Le premier tour de l'élection présidentielle de 2012 voit s'affronter dix candidats. François Hollande, candidat du Parti socialiste, et Nicolas Sarkozy, président sortant et candidat de l'UMP, se qualifient pour le second tour, avec respectivement 28,63 % et 27,18 % des suffrages exprimés. Parmi les candidats éliminés, Marine Le Pen (17,90 %), Jean-Luc Mélenchon (11,10 %) et François Bayrou (9,13 %) obtiennent des scores significatifs. À l'issue du second tour, deux semaines plus tard, François Hollande est élu président de la République avec 51,64 % des suffrages exprimés, contre 48,36 % à son adversaire.
À Pélussin, Nicolas Sarkozy arrive en tête du premier tour avec 22,29 %, suivi de François Hollande avec 22,02 %, puis de Marine Le Pen avec 21,66 %, puis François Bayrou avec 12,6 %, puis Jean-Luc Mélenchon avec 11,92 %, aucun autre candidat ne dépassant le seuil des 5 %. Au second tour, les électeurs ont voté à 50,05 % pour François Hollande contre 49,95 % pour Nicolas Sarkozy avec un taux de participation de 83,97 %.
|                                           | Parti       | Nom                   | Premier tour | Premier tour | Premier tour | Second tour | Second tour | Second tour |
| Voix                                      | Parti       | Nom                   | %            | %            | Voix         | %           | %           |             |
| Voix                                      | Parti       | Nom                   | Exprimés     | Inscrits     | Voix         | Exprimés    | Inscrits    |             |
| ----------------------------------------- | ----------- | --------------------- | ------------ | ------------ | ------------ | ----------- | ----------- | ----------- |
|                                           | UMP-NC      | Nicolas Sarkozy       | 492          | 22,29 %      | 18,43 %      | 1 038       | 49,95 %     | 38,88       |
|                                           | PS-PRG      | François Hollande     | 486          | 22,02 %      | 18,19 %      | 1 040       | 50,05 %     | 38,95       |
|                                           | FN          | Marine Le Pen         | 478          | 21,66 %      | 17,89 %      |             |             |             |
|                                           | MoDem       | François Bayrou       | 278          | 12,6 %       | 10,41 %      |             |             |             |
|                                           | FG-PCF      | Jean-Luc Mélenchon    | 263          | 11,92 %      | 9,85 %       |             |             |             |
|                                           | EELV        | Eva Joly              | 95           | 4,3 %        | 3,56 %       |             |             |             |
|                                           | DLR         | Nicolas Dupont-Aignan | 59           | 2,67 %       | 2,21 %       |             |             |             |
|                                           | NPA         | Philippe Poutou       | 32           | 1,45 %       | 1,20 %       |             |             |             |
|                                           | LO          | Nathalie Arthaud      | 18           | 0,82 %       | 0,67 %       |             |             |             |
|                                           | SP          | Jacques Cheminade     | 6            | 0,27 %       | 0,22 %       |             |             |             |
|                                           |             | Total exprimés        | 2 207        | -            | 82,66 %      | 2 078       | -           | 77,83 %     |
| Total votants : exprimés + blancs ou nuls | 2 258 (51)  | -                     | 84,57 %      | 2 242 (164)  | -            | 83,97 %     |             |             |
| Total inscrits : votants + abstentions    | 2 670 (412) | -                     | 100 %        | 2 670 (428)  | -            | 100 %       |             |             |

### 2007
Le premier tour de l'élection présidentielle de 2007 a été marqué par une participation exceptionnelle avec un score de 83,97 % des inscrits. Ce taux est comparable à celui du premier tour de l'élection présidentielle de 1965 qui était de 84,7 % et celle de 1974 qui était de 84,2 %. Nicolas Sarkozy (31,18 %) et Ségolène Royal (25,87 %) arrivent en tête pour le premier tour de l'élection devant François Bayrou (18,57 %) et Jean-Marie Le Pen (10,44 %). Au second tour, Nicolas Sarkozy est élu Président de la République française, avec 53,06 % des suffrages, contre Ségolène Royal avec 46,94 %. 
À Pélussin Nicolas Sarkozy est arrivé en tête au premier tour avec 28,29 %, suivi de Ségolène Royal avec 22,37 %, François Bayrou avec 19,82 % et enfin Jean-Marie Le Pen avec 13,08 %, aucun autre candidat ne dépassant le seuil des 5 %. Au second tour, les électeurs ont voté à 55,37 % pour Nicolas Sarkozy contre 44,63 % pour Ségolène Royal avec un taux d’abstention de 13,63 %.
|                                           | Parti          | Nom                  | Premier tour | Premier tour | Premier tour | Second tour | Second tour | Second tour |
| Voix                                      | Parti          | Nom                  | %            | %            | Voix         | %           | %           |             |
| Voix                                      | Parti          | Nom                  | Exprimés     | Inscrits     | Voix         | Exprimés    | Inscrits    |             |
| ----------------------------------------- | -------------- | -------------------- | ------------ | ------------ | ------------ | ----------- | ----------- | ----------- |
|                                           | UMP            | Nicolas Sarkozy      | 621          | 28,29 %      | 24,26 %      | 1 165       | 55,37 %     | 45,51       |
|                                           | PS             | Ségolène Royal       | 491          | 22,37 %      | 20,84 %      | 939         | 44,63 %     | 36,68       |
|                                           | MoDem          | François Bayrou      | 435          | 19,82 %      | 18,46 %      |             |             |             |
|                                           | FN             | Jean-Marie Le Pen    | 287          | 13,08 %      | 12,18 %      |             |             |             |
|                                           | LCR            | Olivier Besancenot   | 84           | 3,83 %       | 3,57 %       |             |             |             |
|                                           | MPF            | Philippe de Villiers | 72           | 3,28 %       | 3,6 %        |             |             |             |
|                                           | Sans étiquette | José Bové            | 59           | 2,69 %       | 2,50 %       |             |             |             |
|                                           | Verts          | Dominique Voynet     | 40           | 1,82 %       | 1,70 %       |             |             |             |
|                                           | PCF            | Marie-George Buffet  | 36           | 1,64 %       | 1,53 %       |             |             |             |
|                                           | LO             | Arlette Laguiller    | 34           | 1,55 %       | 1,44 %       |             |             |             |
|                                           | CPNT           | Frédéric Nihous      | 29           | 1,32 %       | 1,23 %       |             |             |             |
|                                           | PT             | Gérard Schivardi     | 7            | 0,32 %       | 0,30 %       |             |             |             |
|                                           |                | Total exprimés       | 2 195        | -            | 85,74 %      | 2 104       | -           | 82,19 %     |
| Total votants : exprimés + blancs ou nuls | 2 236 (41)     | -                    | 87,34 %      | 2 211 (107)  | -            | 86,37 %     |             |             |
| Total inscrits : votants + abstentions    | 2 560 (324)    | -                    | 100 %        | 2 560 (349)  | -            | 100 %       |             |             |

### 2002
Le 21 avril 2002 est inédit dans la vie politique française, puisqu'un représentant d'un parti classé à l'extrême droite de l'échiquier politique a réussi à se qualifier pour le second tour d'une élection présidentielle. Jacques Chirac est réélu président de la république avec le plus fort score depuis la création de la Cinquième République : 82,21 % ; Jean-Marie Le Pen obtient 17,79 % des suffrages exprimés.
 À Pélussin, Jean-Marie Le Pen arrive en tête au premier tour avec 22,2 %, suivi de Jacques Chirac avec 14,27 %. Viennent ensuite Lionel Jospin avec 10,28 %, François Bayrou avec 8,28 %, puis Jean-Pierre Chevènement avec 6,81 %, Noël Mamère avec 6,46 % et Olivier Besancenot avec 5,7 %, aucun autre candidat ne dépassant le seuil des 5 %. Au second tour, les électeurs ont voté à 77,76 % pour Jacques Chirac contre 22,24 % pour Jean-Marie Le Pen avec un taux d’abstention de 19,31 %, résultat inférieur aux tendances nationales.
|                                           | Parti       | Nom                     | Premier tour | Premier tour | Premier tour | Second tour | Second tour | Second tour |
| Voix                                      | Parti       | Nom                     | %            | %            | Voix         | %           | %           |             |
| Voix                                      | Parti       | Nom                     | Exprimés     | Inscrits     | Voix         | Exprimés    | Inscrits    |             |
| ----------------------------------------- | ----------- | ----------------------- | ------------ | ------------ | ------------ | ----------- | ----------- | ----------- |
|                                           | FN          | Jean-Marie Le Pen       | 378          | 22,2 %       | 16,3 %       | 397         | 22,24 %     | 16,85       |
|                                           | UMP         | Jacques Chirac          | 243          | 14,27 %      | 10,31 %      | 1 388       | 77,76 %     | 58,91       |
|                                           | PS          | Lionel Jospin           | 175          | 10,28 %      | 7,43 %       |             |             |             |
|                                           | MoDem       | François Bayrou         | 141          | 8,28 %       | 5,98 %       |             |             |             |
|                                           | MRC         | Jean-Pierre Chevènement | 116          | 6,81 %       | 4,92 %       |             |             |             |
|                                           | Verts       | Noël Mamère             | 110          | 6,46 %       | 4,67 %       |             |             |             |
|                                           | LCR         | Olivier Besancenot      | 97           | 5,7 %        | 4,12 %       |             |             |             |
|                                           | LO          | Arlette Laguiller       | 85           | 4,99 %       | 3,61 %       |             |             |             |
|                                           | DL          | Alain Madelin           | 66           | 3,88 %       | 2,80 %       |             |             |             |
|                                           | Cap21       | Corinne Lepage          | 62           | 3,64 %       | 2,63 %       |             |             |             |
|                                           | CPNT        | Jean Saint-Josse        | 62           | 3,64 %       | 2,63 %       |             |             |             |
|                                           | MNR         | Bruno Mégret            | 49           | 2,88 %       | 2,8 %        |             |             |             |
|                                           | FRS         | Christine Boutin        | 40           | 2,35 %       | 1,70 %       |             |             |             |
|                                           | PRG         | Christiane Taubira      | 38           | 2,23 %       | 1,61 %       |             |             |             |
|                                           | PCF         | Robert Hue              | 36           | 2,11 %       | 1,53 %       |             |             |             |
|                                           | PT          | Daniel Gluckstein       | 5            | 0,29 %       | 0,21 %       |             |             |             |
|                                           |             | Total exprimés          | 1 703        | -            | 72,28 %      | 1 785       | -           | 75,76 %     |
| Total votants : exprimés + blancs ou nuls | 1 778 (75)  | -                       | 75,47 %      | 1 901 (116)  | -            | 80,69 %     |             |             |
| Total inscrits : votants + abstentions    | 2 356 (578) | -                       | 100 %        | 2 356 (455)  | -            | 100 %       |             |             |

## Élections européennes

### 2024
Le 9 juin 2024 les élections européennes à Pélussin ont donné une large avance au Rassemblement National comme en France avec un score similaire. Sur le total des bulletins exprimés soit 1712 votes, le RN a recueilli 541 voix soit 31,6 % des suffrages contre 31,4 %. La participation est en revanche plus forte qu'au niveau national avec 1749 votants sur 3030 inscrits soit 57,7 % contre 51,5 %.
| Parti                  | Tête de liste           | Voix | %    |
| ---------------------- | ----------------------- | ---- | ---- |
| Rassemblement National | Jordan Bardella         | 541  | 31,6 |
| Union de la Gauche     | Raphaël Glucksmann      | 257  | 15,0 |
| Renaissance            | Valérie Hayer           | 234  | 13,7 |
| Europe Écologie        | Marie Toussaint         | 142  | 8,3  |
| La France Insoumise    | Manon Aubry             | 121  | 7,1  |
| Les Républicains       | François-Xavier Bellamy | 113  | 6,6  |
| Reconquête             | Marion Maréchal         | 93   | 5,4  |
| Parti Communiste       | Léon Deffontaines       | 48   | 2,8  |
| Alliance Rurale        | Jean Lassalle           | 35   | 2,1  |
| Écologie               | Jean-Marc Governatori   | 33   | 1,9  |
| Parti Animaliste       | Hélène Thouy            | 30   | 1,7  |
| Frexit (UPR)           | François Asselineau     | 22   | 1,3  |
| Les Patriotes          | Florian Philippot       | 21   | 1,2  |
| Lutte Ouvrière         | Nathalie Arthaud        | 11   | 0,6  |

Plus une dizaine de petites listes dont le Mouvement Radical de Gauche de Guillaume Lacroix (3 voix), la liste de Selma Labib (3 voix), Nous le Peuple (2 voix), Équinoxe de Marine Cholley (2 voix) et le Parti Pirate (1 voix).

### 2019
Le 26 mai 2019 ont lieu les élections pour le parlement européen. Le scrutin ne se fait plus par circonscription mais à l'échelle nationale à la proportionnelle comme avant 1999. Le seuil minimum pour avoir des députés est de 5 %. Le nombre de listes est très important 33 listes. La participation est un peu plus haute à Pélussin qu'en France 53,9 % contre 50,1 %. Le Rassemblement National arrive en tête comme en France à 22,5 %. Par contre Europe Ecologie arrive en deuxième position à 19,8 % et la République en marche suit juste derrière à 19,4 %. La percée des écologistes est donc plus forte à Pélussin qu'en France.
| listes                               | en France | à Pélussin | nombre de sièges |
| ------------------------------------ | --------- | ---------- | ---------------- |
| Rassemblement National               | 23,3      | 22,5       | 23               |
| La République en Marche              | 22,4      | 19,4       | 23               |
| Europe Ecologie les Verts            | 13,5      | 19,8       | 13               |
| Les Républicains                     | 8,5       | 7,8        | 8                |
| France Insoumise                     | 6,3       | 4,6        | 6                |
| Parti Socialiste                     | 6,2       | 6,3        | 6                |
| Debout la France                     | 3,5       | 3,2        |                  |
| Générations                          | 3,3       | 4,3        |                  |
| Union des Démocrates et Indépendants | 2,5       | 3,3        |                  |
| Parti Communiste                     | 2,5       | 1,9        |                  |
| Parti Animaliste                     | 2,2       | 0,7        |                  |
| Urgence Ecologie                     | 1,8       | 3,0        |                  |

| UPR | LO  | LP  | AJ  | les oubliés | pirate | esperanto | fédéralistes | à voix égales | décroissance |
| 1,7 | 0,8 | 0,7 | 0,5 | 0,2         | 0,1    | 0,1       | <0,1         | <0,1          | <0,1         |

### 2014
En 2014 les élections européennes se déroulent en France par grande circonscription avec un scrutin par liste à la proportionnelle. Le nombre d'inscrits à Pélussin est de 2676. Le nombre de votants est de 1233 soit 46,08 % de participation. Les bulletins blancs et nuls s'élèvent à 57 soit 4,62 %. Le taux de participation au niveau de la circonscription Sud-Est (Rhone-Alpes, PACA et Corse) est de 42,96 % et le taux de bulletins blancs ou nuls 3,24 %. Le fait remarquable est la forte poussée du Front National au niveau national par rapport aux élections européennes précédentes.
| listes                        | voix à Pélussin | % à Pélussin | % dans la circonscription | nombre d'élus |
| ----------------------------- | --------------- | ------------ | ------------------------- | ------------- |
| UMP                           | 229             | 19,47        | 22,4                      | 3             |
| esperanto                     | 2               | 0,17         | 0,18                      |               |
| EEV                           | 156             | 13,27        | 9,32                      | 1             |
| Régions et peuples solidaires | 1               | 0,04         | 0,75                      |               |
| AEI                           | 41              | 1,53         | 2,14                      |               |
| LO                            | 14              | 1,19         | 0,9                       |               |
| FN                            | 269             | 22,87        | 28,18                     | 5             |
| Force Vie                     | 7               | 0,6          | 0,43                      |               |
| FG                            | 69              | 5,87         | 5,96                      | 1             |
| UPR                           | 2               | 0,17         | 0,42                      |               |
| Nouvelle Donne                | 78              | 6,63         | 3,15                      |               |
| Union Centriste               | 101             | 8,59         | 8,44                      | 1             |
| Nous citoyens                 | 15              | 1,28         | 1,5                       |               |
| Debout la France              | 50              | 4,25         | 3,92                      |               |
| Union de la Gauche            | 142             | 12,07        | 11,88                     | 2             |

### 2009
En 2009 les élections européennes se font sur liste par circonscription et à la proportionnelle. A Pélussin le nombre d'inscrits est de 2539 et le nombre de votants 1046 soit 41,2 % de participation contre 40,63 % dans la circonscription Sud-Est. Le taux de bulletins blancs et nuls s'élève à 3,63 %.
| listes               | voix | % à Pélussin | % dans la circonscription | nombre d'élus |
| -------------------- | ---- | ------------ | ------------------------- | ------------- |
| UMP                  | 242  | 24,01        | 29,34                     | 5             |
| EEV                  | 221  | 21,92        | 18,27                     | 3             |
| PS                   | 159  | 15,77        | 14,49                     | 2             |
| MoDem                | 84   | 8,33         | 7,37                      | 1             |
| FN                   | 60   | 5,95         | 5,9                       | 1             |
| PCF                  | 59   | 5,85         | 5,9                       | 1             |
| MPF                  | 52   | 5,16         | 4,29                      |               |
| AEI                  | 36   | 3,57         | 3,75                      |               |
| NPA                  | 34   | 3,37         | 4,33                      |               |
| Debout la République | 20   | 1,98         | 1,99                      |               |
| Résistance           | 18   | 1,79         | 0,49                      |               |
| LO                   | 15   | 1,49         | 0,84                      |               |
| UDG                  | 8    | 0,79         | 0,02                      |               |

### 2004
Même mode de scrutin en 2004. La participation est faible au niveau national. Elle s'élève à 40,37 % dans la circonscription Sud-Est. A Pélussin elle est un peu plus forte à 43,33 %. Le nombre d'inscrits est de 2415 et le nombre de votants 1044.
| listes          | voix | % à Pélussin | % dans la circonscription | nombre d'élus |
| --------------- | ---- | ------------ | ------------------------- | ------------- |
| PS              | 283  | 27,83        | 28,62                     | 4             |
| UMP             | 208  | 20,45        | 17,71                     | 3             |
| FN              | 112  | 11,01        | 12,18                     | 2             |
| UDF             | 101  | 9,93         | 11,81                     | 2             |
| Verts           | 117  | 11,5         | 8                         | 1             |
| MPF             | 68   | 6,69         | 6,15                      | 1             |
| PC              | 40   | 3,93         | 5,04                      |               |
| NPA             | 26   | 2,56         | 2,37                      |               |
| France d'en bas | 20   | 1,97         | 1,64                      |               |
| RPF             | 11   | 1,08         | 2,17                      |               |
| CPNT            | 10   | 0,98         | 1,08                      |               |
| MNR             | 3    | 0,29         | 0,67                      |               |
| PT              | 3    | 0,29         | 0,6                       |               |

## Référendums
Le référendum sur le quinquennat présidentiel, visant à réduire la durée du mandat présidentiel de sept à cinq ans, a lieu le 24 septembre 2000. La question posée est : « Approuvez-vous le projet de loi constitutionnelle fixant la durée du mandat du président de la République à cinq ans ? » Les électeurs votent « oui » à une large majorité (73,21 % des suffrages exprimés), dans un contexte de forte abstention (69,81 %). Localement, les votes sont respectivement de 67,88 % pour le "oui" et de 32,12 % pour le "non".
Le référendum français sur le traité établissant une Constitution pour l'Europe a eu lieu le 29 mai 2005. À la question « Approuvez-vous le projet de loi qui autorise la ratification du traité établissant une Constitution pour l'Europe ? », le « non » recueille 54,68 % des suffrages exprimés. Ce troisième référendum français sur un traité européen (après ceux de 1972 et 1992) est le premier à être rejeté. Localement les électeurs de la commune votent à 40,72 % pour le "oui" et à 59,28 % pour le "non".
| Référendums. | Référendums.      | Référendums.      | Référendums.      | Référendums.      | Référendums.      | Référendums.      | Référendums.  |
| Année        | Oui (national)    | Oui (national)    | Oui (national)    | Non (national)    | Non (national)    | Non (national)    | Participation |
| ------------ | ----------------- | ----------------- | ----------------- | ----------------- | ----------------- | ----------------- | ------------- |
| 2000         | 67,88 % (73,21 %) | 67,88 % (73,21 %) | 67,88 % (73,21 %) | 32,12 % (26,79 %) | 32,12 % (26,79 %) | 32,12 % (26,79 %) | 29,23 %       |
| 2005         | 40,72 % (45,33 %) | 40,72 % (45,33 %) | 40,72 % (45,33 %) | 59,28 % (54,67 %) | 59,28 % (54,67 %) | 59,28 % (54,67 %) | 69,79 %       |

## La participation
La comparaison entre Pélussin et la France entière montre une participation presque toujours un peu plus forte sur la commune sauf aux élections municipales de 2014 où il n'y avait qu'une seule liste.